# Botan Çayı
Der Botan Çayı (auch Botan Suyu aka Uluçay, armenisch Ջերմ Dscherm) ist ein Nebenfluss des Tigris in der Provinz Siirt im Südosten der Türkei.
Er entspringt in den hohen Bergen westlich des Nordüz-Plateaus, das die Grenze zwischen den Provinzen Siirt, Hakkâri und Van bildet, und fließt westwärts, bevor er nach Nordwesten dreht. Der Fluss formte unterwegs einen Canyon mit einem Höhenunterschied bis zu 1000 m. Die Flüsse Çatak und Büyükdere vereinigen sich mit dem Botan bei Çukurca in der Provinz Hakkâri. Ab hier wird der Fluss Botan (Uluçay) genannt. Der Fluss fließt westwärts östlich an Tillo und Siirt vorbei und erreicht den Ort Bostancık. Hier vereinigen sich die Flüsse Zorava und Bitlis mit dem Botan. Er mündet bei Çattepe in der Provinz Siirt in den Tigris, der hier eine scharfe Wende nach Süden macht.
Der Abfluss des Botan beträgt vom Frühling bis in den mittleren Sommer im Durchschnitt um die 100–300 m³/s, während er im April und Juni bis zu 400–600 m³/s erreicht mit einer Spitze von 700 bis 1000 m³/s und mehr im Mai. Zu der Zeit erscheint er viel mächtiger als der Tigris. Gegen Ende des Sommers oder im Herbst fällt die Tiefe nicht unter 1 m und sein Abfluss nicht unter 60–80 m³/s.
Die Überquerung des Flusses ist nur mit Booten möglich. Der Fluss fließt in engen, tiefen und abschüssigen Tälern. Ebenen gibt es wenige, so dass der Botan nicht für Bewässerung genutzt werden kann.

## Staudämme
Mit der Absicht Wasserkraftwerke zu bauen, wurden Studien an verschiedenen Orten des Flusses angefertigt. Sieben Staudämme unterschiedlicher Größe sind in Planung. Der Bau des ersten Staudammes und Kraftwerkes im Landkreis Tillo hat schon begonnen. Der offizielle Name lautet „Alkumru-Staudamm“, aber er wird auch nach dem traditionellen Namen des Landkreises „Tillo-Staudamm“ genannt. Es handelt sich um einen mit Felsen gefüllten Damm von 110 m Höhe und mit einer Kapazität von 222 Megawatt. Die Menge der Energie, die produziert werden kann, beträgt 812 GWh, von denen 350 GWh sicher sind. Der mittlere jährliche Abfluss ist 129 m³/s. Ein anderer Staudamm mit Kraftwerk namens „Çetin-Staudamm“ wird eine Energiekapazität von 350 Megawatt und 1,240 GWh produzieren. Die gesamten Investitionen für das Projekt werden mit 450 Mio. USD angegeben.

## In der Geschichte
Der antike griechische Historiker Xenophon (ca. 431–355 v. Chr.), ein Schüler Sokrates’, erwähnt die Überquerung des Flusses Kentrites (Botan) in seinem Werk Anabasis. Er bezeichnet ihn als Grenzfluss zwischen Armenien und dem Land der Karduchen.